# Župančičeva nagrada
Župančičeva nagrada je priznanje, ki ga podeljuje Mestna občina Ljubljana (MOL). Prejmejo jo tisti ustvarjalci, ki s svojimi izjemnimi stvaritvami na področju kulture pomembno oblikujejo kulturno življenje v MOL. Namenjena je tudi tistim, ki so prejeli mednarodno priznanje ali se kako drugače uveljavili v tujini. Nagrajenci so le iz območja MOL. 
Župančičeva nagrada se podeljuje vsakoletno, in sicer v prvi polovici meseca juniju. Letno so lahko podeljene štiri Župančičeve nagrade. Prejmejo jo lahko tisti posamezniki ali skupine, ki so v preteklem obdobju enega leta, torej od marca preteklega leta do vključno marca tekočega leta, svoje delo in dosežke predstavili javnosti. 
Župančičeva nagrada je finančna nagrada. Dobitniku se izplača nagrada v višini treh povprečnih bruto plač v RS za preteklo leto. Dobitnik pa dobi v last tudi namensko umetniško delo ter listino z besedilom sklepa o podelitvi nagrade.